# Chris Van Hollen
Christopher (Chris) Van Hollen jr. (Karachi, 10 januari 1959) is een Amerikaans politicus van de Democratische Partij. Hij is de junior Senator voor Maryland. Hij was eerder lid van het Huis van Afgevaardigden voor het 8e congresdistrict van Maryland van 2003 tot 2017. 

## Biografie

### Jeugd
Christopher (Chris) Van Hollen jr. werd geboren op 10 januari 1959 in de Pakistaanse stad Karachi als de oudste zoon van diplomaat Christopher Van Hollen en ambtenaar Edith Eliza Farnsworth Van Hollen. Van Hollen studeerde van 1978 tot 1982 aan de Swarthmore College en ontving een bachelor of arts graad in filosofie. Daarna studeerde hij van 1982 tot 1985 aan de Harvard-universiteit en de John F. Kennedy School of Government en ontving een master graad in politicologie.

### Politiek
Van 1985 tot 1987 werkte Van Hollen als assistent voor de Republikeinse Senator voor Maryland Charles Mathias, om vervolgens van 1987 tot 1989 te werken als ambtenaar voor de Senaat. Van 1989 tot 1991 was Van Hollen werkzaam als assistent voor de Democratische gouverneur van Maryland William Donald Schaefer. In 1990 verkreeg hij een rechtsgeleerdheid graad aan de Universiteit van Georgetown. Van Hollen was van 1991 tot 2003 actief als een lokaal politicus in de staat Maryland, daarnaast was hij van 1990 tot 2003 werkzaam als advocaat. In 2002 werd Van Hollen verkozen als lid van het Huis van Afgevaardigden voor het 8e congresdistrict van Maryland. In mei 2006 richtte Van Hollen samen met het Republikeinse lid van het Huis van Afgevaardigden uit Michigan Pete Hoekstra een speciaal parlementair comité op ter bevordering van de Amerikaans relatie met Nederland. Van Hollen was de kandidaat namens de Democratische Partij voor de Senaatsverkiezing in 2016 en won de verkiezing door de Republikeinse kandidaat Kathy Szeliga te verslaan.

### Persoonlijk
Van Hollen is getrouwd met Katherine Van Hollen en hebben samen twee dochters en één zoon en is woonachtig in Kensington. Van Hollen is van Nederlandse afkomst.
Alabama: Tuberville (R) · Britt (R)
Alaska: Murkowski (R) · Sullivan (R)
Arizona: Kelly (D) · Gallego (D)
Arkansas: Boozman (R) · Cotton (R)
Californië: Padilla (D) · Schiff (D)
Colorado: Bennet (D) · Hickenlooper (D)
Connecticut: Blumenthal (D) · Murphy (D)
Delaware: Coons (D) · Blunt Rochester (D)
Florida: R. Scott (R) · Moody (R)
Georgia: Ossoff (D) · Warnock (D)
Hawaï: Schatz (D) · Hirono (D)
Idaho: Crapo (R) · Risch (R)
Illinois: Durbin (D) · Duckworth (D)
Indiana: Young (R) · Banks (R)
Iowa: Grassley (R) · Ernst (R)
Kansas: Moran (R) · Marshall (R)
Kentucky: McConnell (R) · Paul (R)
Louisiana: Cassidy (R) · Kennedy (R)
Maine: Collins (R) · King (O)
Maryland: Van Hollen (D) · Alsobrooks (D)
Massachusetts: Warren (D) · Markey (D)
Michigan: Peters (D) · Slotkin (D)
Minnesota: Klobuchar (D) · Smith (D)
Mississippi: Wicker (R) · Hyde-Smith (R)
Missouri: Hawley (R) · Schmitt (R)
Montana: Daines (R) · Sheehy (R)
Nebraska: Fischer (R) · Ricketts (R)
Nevada: Cortez Masto (D) · Rosen (D)
New Hampshire: Shaheen (D) · Hassan (D)
New Jersey: Booker (D) · Kim (D)
New Mexico: Heinrich (D) · Luján (D)
New York: Schumer (D) · Gillibrand (D)
North Carolina: Tillis (R) · Budd (R)
North Dakota: Hoeven (R) · Cramer (R)
Ohio: Moreno (R) · Husted (R)
Oklahoma: Lankford (R) · Mullin (R)
Oregon: Wyden (D) · Merkley (D)
Pennsylvania: Fetterman (D) · McCormick (R)
Rhode Island: Reed (D) · Whitehouse (D)
South Carolina: Graham (R) · T. Scott (R)
South Dakota: Thune (R) · Rounds (R)
Tennessee: Blackburn (R) · Hagerty (R)
Texas: Cornyn (R) · Cruz (R)
Utah: Lee (R) · Curtis (R)
Vermont: Sanders (O) · Welch (D)
Virginia: Warner (D) · Kaine (D)
Washington: Murray (D) · Cantwell (D)
West Virginia: Moore Capito (R) · Justice (R)
Wisconsin: Johnson (R) · Baldwin (D)
Wyoming: Barrasso (R) · Lummis (R)
(D): Democraat · (R): Republikein · (O): Onafhankelijk
- Gemeinsame Normdatei: 14048535X
- International Standard Name Identifier: 0000 0000 7889 6231
- Library of Congress Control Number: n2009002505
- Nationale Bibliotheek van Israël: 987007408165805171
- SNAC: w6r31s5t
- Système universitaire de documentation: 140832386
- Biographical Directory of the United States Congress: V000128
- Virtual International Authority File: 14256109
- WorldCat: E39PBJdgTBdHQWV7Mk4YQkdCwC